# Une nuit à Versailles
Une nuit à Versailles é o quarto álbum ao vivo da cantora francesa Vanessa Paradis. Gravado no Palácio de Versalhes no dia 12 de julho de 2010 durante sua turnê acústica, a Concert Acoustique Tour, ele foi lançado em novembro.
"Une nuit à Versailles" significa "uma noite em Versalhes". O álbum apresenta versões acústicas inéditas dos sucessos de Vanessa, como "Joe le taxi" e "Divine Idylle".
Na França, são estimadas 60.000 unidades vendidas e 5.000 na Bélgica.

## AConcert Acoustique Tour

### A turnê

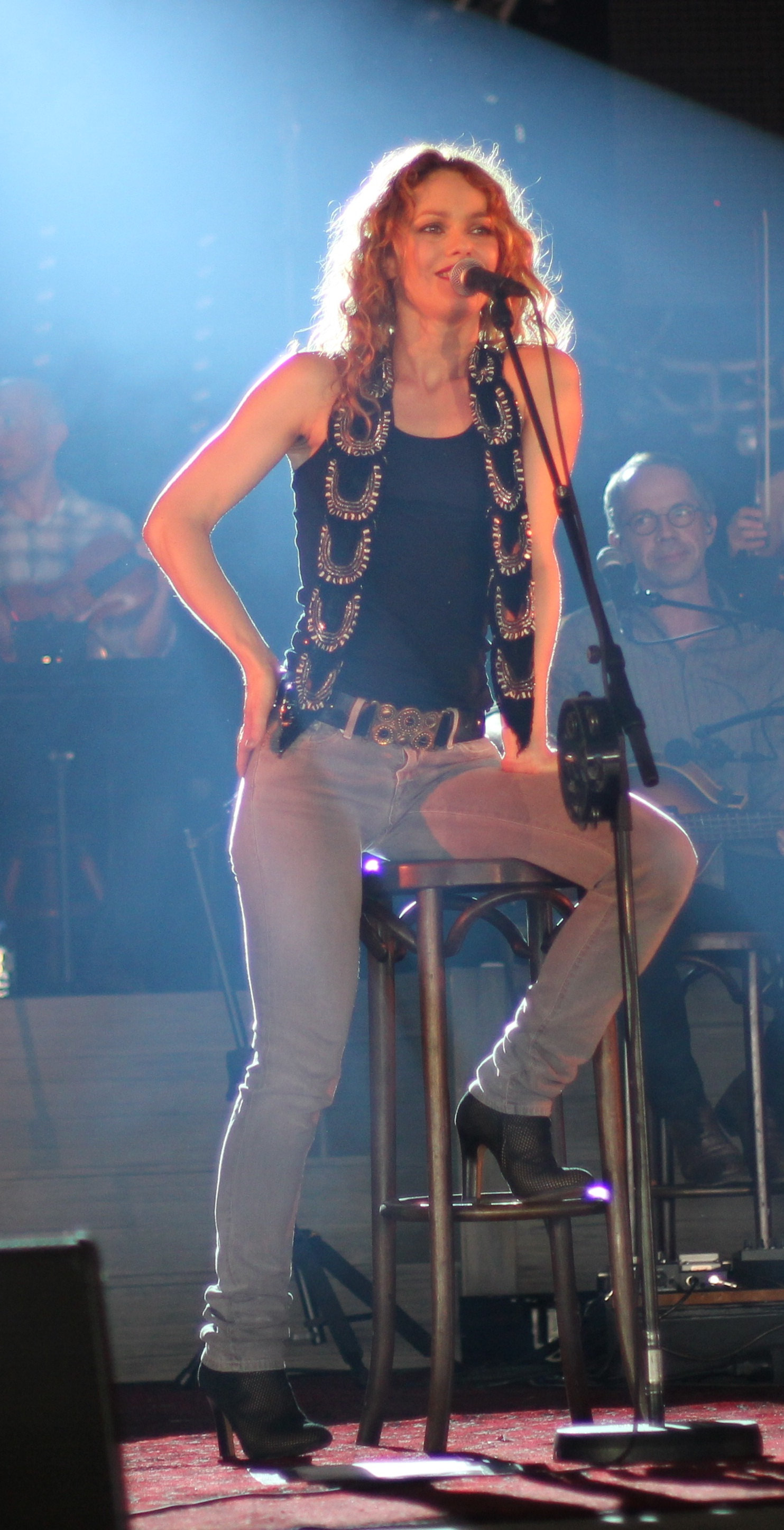
Vanessa durante o Festival Solidays em Paris.

A Concert Acoustique Tour de 2010/2011 é a 4º turnê de Vanessa Paradis após a Natural High Tour em 1993, a Bliss Tour em 2001 e a Divinidylle Tour em 2007/2008.
Vanessa Paradis fez uma série de shows acústicos acompanhada de 8 músicos: Albin de la Simone no piano elétrico e no baixo, Raphaël Chassin nos instrumentos de percussão,
François Lasserre no violão, no banjo e no bandolim, Pascal Colomb no violão e no baixo, Christophe Briquet na viola, Elsa Fourlon no violoncelo e Karen Brunon e Akemi Fillon no violino.

### Conceito
A ideia de uma turnê acústica veio com o show especial que Vanessa deu em La Cigale no dia 22 de novembro de 2009 para promover o lançamento do seu álbum Best of. Todos os arranjos foram feito por Albin de la Simone, que disse: "A ideia era oferecer à Vanessa uma nova leitura orquestral de suas canções, uma versão atemporal, refinada e sensual, com belos instrumentos e um quarteto de cordas para escutar Vanessa ainda mais sensível e comovente."
Por conta do sucesso da turnê na França em 2010, Vanessa parte em uma turnê mundial em fevereiro de 2011. Foi a primeira vez que Vanessa fez um show nos Estados Unidos e a primeira vez que ela se apresenta na Inglaterra em quase duas décadas.
Vanessa também iria se apresentar na Turquia e em Israel, mas as datas foram canceladas. O show que aconteceria em Tel Aviv gerou até mesmo protestos pedindo que Vanessa cancelasse o show.

### Datas da turnê 2010
- 18 de junho: Créteil (Maison des Arts)
- 22 de junho: Lille (Théâtre Sébastopol)
- 23 de junho: Bruxelas (Cirque Royal)
- 25 de junho: Lyon (Les Nuits de Fourvière)
- 26 de junho: Paris (Festival Solidays)
- Do 28 de junho ao 2 de julho: Paris (Casino de Paris)
- 4 de julho: Vaison-la-Romaine (Teatro Antigo de Orange)
- 5 de julho: Istres (Le Palais de Grignan)
- 7 de julho: Albi (Festival Pause Guitare)
- 10 de julho: Montreux (Festival de Jazz de Montreux)
- 11 e 12 de julho: Versalhes (Palácio de Versalhes)
- 14 de julho: La Rochelle (Les Francofolies de La Rochelle)
- 15 e 16 de julho: Gémenos (Théâtre Antique)
- 23 de julho: Perpignan (Les Estivales)
- 25 de julho: Mônaco (Monte Carlo Summer Festival)
- 29 de julho: Vaison-la-Romaine (Teatro Antigo de Orange)
- 30 de julho: Ramatuelle (Le Festival de Ramatuelle)

### Datas da turnê 2011
- 15 de janeiro: Conflans-Sainte-Honorine (Théâtre Signoret)
- 17 de janeiro: Biarritz (Gare du midi)
- 19 de janeiro: Liège (Forum)
- 21 de janeiro: Lyon (Cité Centre de Congrès)
- 22 de janeiro: Morges (Théâtre Beausobre)
- Do 24 ao 31 de janeiro: Paris (Folies Bergère)
- 2 de fevereiro: Londres (Koko)
- 16 de fevereiro: Nova York (Town Hall)
- 18 de fevereiro: Los Angeles (Orpheum Theatre)
- 20 de fevereiro: Montreal (Salle W. Pelletier)

## Faixas
| #   | Título                      | Compositor(es)                                                    | Álbum                                | Duração |
| --- | --------------------------- | ----------------------------------------------------------------- | ------------------------------------ | ------- |
| 1.  | "Pourtant"                  | Franck Monnet, Matthieu Chedid                                    | Bliss (2000)                         | 4:00    |
| 2.  | "Que Fait la Vie?"          | Didier Golemanas, Vanessa Paradis                                 | Bliss (2000)                         | 3:32    |
| 3.  | "Junior Suite"              | Didier Golemanas, Alain Chamfort                                  | Divinidylle (2007)                   | 3:22    |
| 4.  | "Scarabée"                  | Étienne Roda-Gil, Franck Langolff                                 | M & J (1988)                         | 3:38    |
| 5.  | "Dans Mon Café"             | Didier Golemanas, Vanessa Paradis                                 | Bliss (2000)                         | 4:13    |
| 6.  | "Chet Baker"                | Jean Fauque, Matthieu Chedid                                      | Divinidylle (2007)                   | 3:18    |
| 7.  | "Bliss"                     | Vanessa Paradis, Johnny Depp                                      | Bliss (2000)                         | 4:07    |
| 8.  | "St. Germain"               | Vanessa Paradis, Johnny Depp                                      | Bliss (2000)                         | 4:03    |
| 9.  | "Jackadi"                   | Vanessa Paradis                                                   | Divinidylle (2007)                   | 2:50    |
| 10. | "When I Say"                | Vanessa Paradis, Matthieu Chedid                                  | Bliss (2000)                         | 2:45    |
| 11. | "La Mélodie"                | Franck Monnet, Vanessa Paradis                                    | Divinidylle (2007)                   | 2:39    |
| 12. | "Sunday Mondays"            | Lenny Kravitz, Henry Hirsch                                       | Vanessa Paradis (1992)               | 3:17    |
| 13. | "Joe le taxi"               | Étienne Roda-Gil, Franck Langolff                                 | M & J (1988)                         | 4:51    |
| 14. | "Be My Baby"                | Lenny Kravitz, Gerry DeVeaux                                      | Vanessa Paradis (1992)               | 4:20    |
| 15. | "Le Temps de l'amour"       | Lucien Morisse, Jacques Dutronc, André Salvet                     | Une nuit à Versailles (2010)         | 3:16    |
| 16. | "L'incendie"                | Didier Golemanas, Serge Ubrette, Vanessa Paradis, Matthieu Chedid | Divinidylle (2007)                   | 4:16    |
| 17. | "Dis-Lui Toi Que Je T'aime" | Serge Gainsbourg, Franck Langolff                                 | Variations sur le même T'aime (1990) | 3:25    |
| 18. | "Divine Idylle"             | Marcel Kanche, Georges Kretek, Matthieu Chedid                    | Divinidylle (2007)                   | 2:38    |
| 19. | "Tandem"                    | Serge Gainsbourg, Franck Langolff                                 | Variations sur le même T'aime (1990) | 4:07    |
| 20. | "Il y a"                    | Gaëtan Roussel                                                    | Best of                              | 3:43    |

## Comentários
- Apesar de não estar no CD, Vanessa cantou durante a turnê um cover de "Hallelujah" de  Leonard Cohen e Jeff Buckley.
- A edição especial de colecionador conta com um Photo Booklet com fotos de Vanessa por Karl Lagerfeld.

## O DVD
No dia 29 de novembro de 2010, também foi lançado o DVD do show do dia 12 de julho em Versalhes dirigido por François Goetghebeur.
"Marilyn & John", "Les revenants" e "La vague à lames" aparecem apenas no DVD.